# Олександрівка (Сахновщинська селищна громада)
Олекса́ндрівка —  село в Україні, у Берестинському районі Харківської області. Населення становить 94 осіб. Орган місцевого самоврядування — Катеринівська сільська рада.
Після ліквідації Сахновщинського району 19 липня 2020 року село увійшло до Красноградського (Берестинського) району.

## Географія
Село Олександрівка знаходиться на відстані 3,5 км від річки Вошива (лівий берег). Поруч із селом протікає пересихаючий струмок з декількома загатами.

## Історія
- 1825 — дата заснування.